# Unidade de Transporte N.º 30 da RAAF
A Unidade de Transporte N.º 30 foi uma unidade de transporte aéreo da Real Força Aérea Australiana (RAAF) que operou durante a Guerra da Coreia. Formada em Novembro de 1950 como Unidade de Comunicações N.º 30, ficou colocada em Iwakuni, no Japão, como parte da Asa N.º 91. A unidade foi inicialmente equipada com quatro aeronaves Douglas C-47 Dakota e dois aviões Auster, sendo que um dos aviões Dakota era propriedade pessoal do Tenente-general Sir Horace Robertson, comandante da Força de Ocupação da Comunidade Britânica. Mais tarde, outros quatro aviões Dakota foram enviados para o Japão devido às necessidades operacionais. O papel desta unidade na Coreia era o de prestar apoio ao Esquadrão N.º 77 ao transportar suprimentos e equipamentos, além de entregar material às forças terrestres australianas e da Commonwealth no Japão e transportar entidades VIP. Normalmente os voos realizados da Coreia em direcção ao Japão eram realizados para evacuar pessoal do teatro de operações. A Unidade de Comunicações N.º 30 foi re-designada Unidade de Transporte N.º 30 em Novembro de 1951, e em Março de 1953 foi re-formulada como Esquadrão N.º 36. O esquadrão permaneceu na Coreia após o armistício, e regressou à Austrália em Junho de 1955.

## História
Quando a Guerra da Coreia começou no dia 25 de Junho de 1950, o Esquadrão N.º 77 da RAAF estava colocado em Iwakuni, no Japão, estando já há quatro anos a prestar serviço pela Força de Ocupação da Comunidade Britânica. Inicialmente equipado com caças North American P-51 Mustang, o esquadrão também operava um destacamento de comunicações equipado com dois aviões Douglas C-47 Dakota e dois Auster. O pessoal do esquadrão estava a preparar-se para regressar à Austrália quando receberam a notícia de que permaneceriam no local para a eventual necessidade de intervir na Coreia; uma semana depois os Mustang começaram a realizar missões, como parte da Organização das Nações Unidas. Depois de chegar em Inchon e do posterior avanço das forças da ONU, o Esquadrão N.º 77 foi transferido para Pohang, na Coreia do Sul, no dia 12 de Outubro de 1950. Para trás, deixou os principais elementos de suporte em Iwakuni. No dia 20 de Outubro a Asa N.º 91 foi formada na base, composta pelos recém-criados Esquadrão N.º 391 e Esquadrão N.º 491, e também pelo destacamento de comunicações N.º 30, anteriormente parte constituinte do Esquadrão N.º 77. O equipamento inicial do destacamento, dois aviões Dakota e dois Auster, foi reforçado em Setembro de 1950 com mais dois aviões Dakota vindos da Austrália. No dia 1 de Novembro, o destacamento passou a designar-se como Unidade de Comunicações N.º 30.

A Unidade de Comunicações N.º 30 tinha o seu quartel-general em Iwakuni, assim como todas as unidades da Asa N.º 91 à excepção do Esquadrão N.º 77, que esteve colocado na Península da Coreia. A unidade foi inicialmente comandada (não oficialmente) pelo Tenente de voo Dave Hitchens. De acordo com Hitchens, "Ao ter comandado o destacamento do Esquadrão N.º 77, acabei por assumir o controlo da unidade de comunicações, embora não tivesse qualquer autoridade para o fazer. Contudo, ninguém me disse para parar." As aeronaves de transporte da unidade incluíam o Dakota privado do Tenente-general Sir Horace Robertson, que era operado sob a sua direcção. Durante o mês de Novembro de 1950, a unidade recebeu mais quatro aviões Dakota do Esquadrão N.º 38 (da Asa N.º 90 colocada na Malásia), dando ao esquadrão uma força de oito aviões Dakota e dois Auster. Esta unidade prestou apoio a todas as forças australianas na Coreia. Uma das suas funções chave era a realização de evacuações médicas, mas também era responsável por realizar lançamento aéreo de suprimentos, busca e salvamento, reconhecimento aéreo, transporte de correio, mercadorias, tropas e VIPs. Ao contrário do Esquadrão N.º 77, não estava atribuído à Quinta Força Aérea dos Estados Unidos mas, em vez disso, operava sob a autoridade dos australianos através da Força de Ocupação da Comunidade Britânica no Japão. Em Dezembro de 1950 a unidade realizou a Operação Haggis, uma voo de entrega de 82 kg de haggis aos Highlanders de Argyll e Sutherland colocados em Suwon, na Coreia. Neste mesmo mês, um Mustang da Força Aérea dos Estados Unidos, enquanto tentava descolar da pista de Suwon, foi contra o cockpit de um dos Dakota; nenhum membro da tripulação australiana ficou ferido, mas a aeronave teve que ser retirada de serviço e desfeita para aproveitamento de peças.

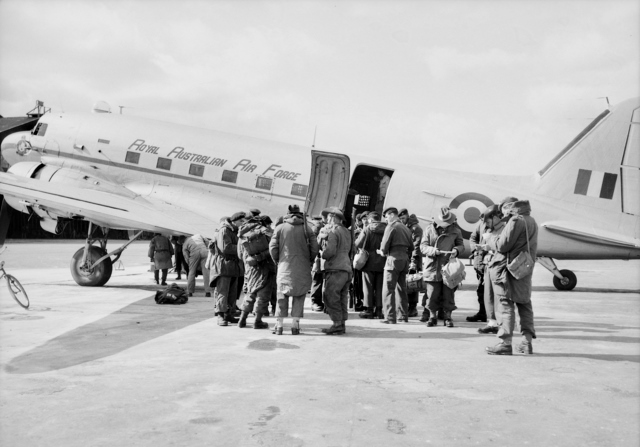
Tropas da Commonwealth aguardam o embarque a bordo de um avião Dakota da Unidade de Transporte N.º 30 em Iwakuni, no Japão, em 1952

O primeiro comandante oficial da Unidade de Comunicações N.º 30, o Líder de Esquadrão John Gerber, assumiu o controlo no dia 28 de Janeiro de 1951. No dia 31 de Março, a força da unidades consistia em oito aviões Dakota, dois Auster e 57 militares, incluindo 12 oficiais. De acordo com a Secção Histórica da RAAF, um "mês típico" para esta unidade, como exemplo Maio de 1951, envolvia a realização de transporte aéreo de cerca de 1000 militares, 380 evacuações médicas, transportar 7300 kg de mercadorias e 15 mil kg de correio entre a Coreia e Iwakuni. No dia 5 de Novembro de 1951 a Unidade de Comunicações N.º 30 foi re-designada como Unidade de Transporte N.º 30. Uma das suas aeronaves lançou uma coroa sob Hiroshima no dia 6 de Agosto de 1952, no 7º aniversário do lançamento da bomba atómica. No dia 31 de Dezembro de 1952, a força da unidade consistia em oito aviões Dakota e um CAC Wirraway, e 59 militares, incluindo 8 oficiais.
No dia 10 de Março de 1953, a Unidade de Transporte N.º 30 foi re-formada como Esquadrão N.º 36, que havia sido dissolvido no dia anterior na Base aérea de Richmond, em Nova Gales do Sul. Entre o armistício em Julho e o final de Agosto de 1953, o esquadrão repatriou mais de 900 prisioneiros de guerra da Commonwealth. No dia 30 de Novembro de 1954, a sua força consistia em sete aviões Dakota e um Wirraway, e 87 efectivos. Elementos do Esquadrão N.º 36 começaram a regressar à Austrália em Janeiro de 1955, e no final do mês o esquadrão já só tinha quatro aviões Dakota, um Wirraway e 58 militares. Parte das operações do esquadrão passaram a ser realizadas pela Quinta Força Aérea no dia 1 de Fevereiro de 1955, embora o propósito deste continuasse o mesmo. O Esquadrão N.º 36 deixou de realizar voos no dia 13 de Março, quando os militares que o compunham foram transferidos de Iwakuni de volta para a Austrália, deixando no Japão três aviões Dakota e um Wirraway que formou mais tarde o Destacamento de Transporte da RAAF no Japão; este destacamento operou até Julho de 1956 e, dois meses mais tarde, foi dissolvido.
Esta unidade de transporte sofreu dois acidentes fatais. Um dos aviões Auster sofreu um acidente enquanto descolava em Abril de 1951, tendo os três ocupantes acabado por falecer. Em Junho de 1952 um Wirraway caiu num rio depois de embater em cabos eléctricos; o piloto e o passageiro sobreviveram ao impacto mas mais tarde acabaram por falecer devido aos ferimentos. Durante a guerra os Dakota transportaram cerca de 100 mil passageiros e mais de 6.1 milhões de quilos de carga. Os registos da Asa N.º 91 apontam também para a realização de 12 762 evacuações médicas da Coreia para o Japão. Relativamente à natureza do transporte realizado na Coreia, Hitchens disse:
A maior parte dos nossos voos não eram uma alegria; mas eram muitos. Muitas noites tardias e escuras. Muitos aeródromos lotados. Muito trabalho simples e duro. [...] Todos nós perdemos muito peso.